# Los Angeles Department of Water and Power

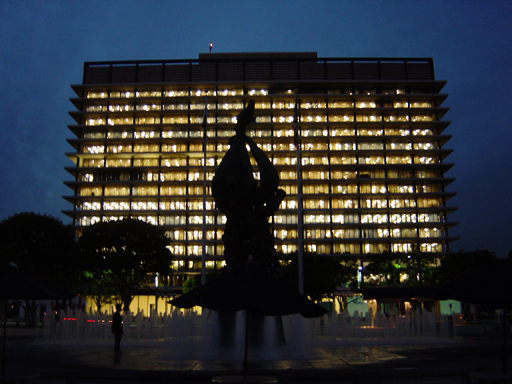
Le bâtiment John Ferraro, siège du LADWP.

Le Los Angeles Department of Water and Power (LADWP) est la plus grande entité municipale de services publics aux États-Unis, desservant plus de quatre millions d'habitants.
Il a été créé en 1902 pour l'approvisionnement en eau et en électricité aux résidents et aux entreprises de Los Angeles et des collectivités environnantes.

## Films et téléfilms
En raison de son architecture particulière pour un édifice d'un service public, ce bâtiment a été utilisé pour le tournage de plusieurs films et de téléfilms.

Il a aussi été présenté dans certains tournages comme étant le siège du FBI.

- Le film Chinatown de Roman Polanski a été tourné en partie autour de cet immeuble.